# Vianaidinae
Sous-famille
Synonymes
- Vianidinae Kormilev, 1955[1]

Les Vianaidinae sont une sous-famille d'insectes appartenant aux punaises (sous-ordre des hétéroptères, ordre des hémiptères), et de la famille des Tingidae. Une petite vingtaine d'espèces existantes ont été décrites, qui sont très rarement collectées, et peu présentes dans les collections. Elles sont toutes endémiques d'Amérique du Sud.

## Description
Ce sont de petites punaises souvent coléoptéroïdes, c'est-à-dire dont les ailes antérieures sont coriacées, lisses et ponctuées, sans partie membraneuse, et recouvrent tout l'abdomen à la manière des élytres des coléoptères. Toutefois, on a trouvé progressivement plusieurs espèces macroptères, avec des ailes antérieures pourvues de membranes sans veines, et dépassant l'extrémité de l'abdomen. La tête est allongée, avec un clypeus proéminent, et les antennes comptent quatre articles, comme le rostre, plutôt long, qui atteint toujours les segments de l'abdomen, et est enserré entre des buccules qui font toute la longueur de la tête. Elles n'ont pas d'ocelles, et certaines espèces coléoptéroïdes sont sans yeux composés ou avec des yeux vestigiaux, comptant très peu d'ommatidies, et sont également sans ailes postérieures. Le pronotum est ponctué, et le scutellum est lisse et visible (alors qu'il est recouvert chez les Tinginae). Le péritrème de la glande odoriférante comporte deux branches en forme de T ou de Y. La zone évaporatoire couvre tout le métapleure et l'arrière du mesopleure. Chez les juvéniles, les glandes odoriférantes abdominales sont situées sur la marge postérieure du quatrième tergite (segment abdominal dorsal). L'abdomen compte sept sternites visibles et des lames sternales, et, chez les formes coléoptéroïdes, est de forme ovale arrondie et entièrement recouvert par les hémélytres, alors qu'il est rectangulaire chez les formes macroptères. Les spiracles abdominaux sont ventraux. Les pattes sont longues, fines et sans épines, avec des tarses à deux articles et de longues et fines griffes. Les femelles semblent ne pas avoir de spermathèque et stockent le sperme dans les oviductes.  Elles mesurent entre 1,52 et 2,91 mm, mais une espèce, Henryvianaida colombiensis, jusqu'à 4,19 mm. 

## Répartition
Cette sous-famille est endémique d'Amérique du Sud, du Panama (Anommatocoris coibensis et A. zeteki) à l'Argentine et à l'Uruguay (A. coleopteratus), en passant par la Colombie (A. serratus et Henryvianaida colombiensis), le Venezuela (Anommatocoris araguanus, A. knudsoni et A. sucreanus), le Suriname (Thaumamannia vanderdrifti), le Brésil (Pterovianaida duckensis, Thaumamannia insolita, T. urucuana et T. vanderdrifti), Trindade (Anommatocoris minutissimus), l'Équateur (Anommatocoris schuhi), le Pérou (Henryvianaida machupicchuensis et Pterovianaida melchiori), et la Bolivie (Anommatocoris bolivianus et Thaumamannia manni).

## Biologie
On connaît très peu leur biologie, notamment à cause de la grande rareté de leurs découvertes, illustrée par le fait que seules deux espèces ont été rencontrées à nouveau après leur description. Les Vianaidinae coléoptéroïdes ont été rencontrés au sol et comme des hôtes de nids de fourmis. Des adultes et juvéniles d'Anommatocoris coleoptratus ont été trouvés dans des nids d'Acromyrmex lundi, une espèce coupeuse de feuilles, puis de deux espèces de « fourmis de feu », Solenopsis richteri et S. saevissima. Il semble que ce soit leur odeur qui les protègent de ces fourmis. D'autres espèces, Anommatocoris minutissimus, A. coibensis et Thaumamannia vanderdrifti ont été trouvées au sol sans interactions avec des fourmis. Enfin, Anommatocoris bolivianus n'a pas été trouvée au sol, mais dans de la végétation de sous-bois, et les deux espèces de Pterovianaida ont été collectées avec des pièges lumineux, indiquant une pratique de vol active, différant ainsi de la plupart des Tingidae.
Certains individus d'Anommatocoris coleoptratus rencontrés se nourrissaient de racines de Gleditsia triacanthos (Fabaceae), indiquant qu'elles seraient phytophages, comme les autres Tingidae.

## Systématique

### Historique
Une première espèce de ce groupe, Anommatocoris minutissimus est décrite par l'entomologiste britannique William Edward China en 1945 et rattachée aux Oxycarenidae (alors Oxycareninae) (Lygaeoidea, Pentatomomorpha). Une seconde espèce est décrite 10 ans plus tard par Nicholas A. Kormilev, dénommée Vianaida coleopterata, et pour laquelle il établit une nouvelle famille dénommée Vianaididae, qu'il estime proche des Tingidae, dans les Cimicomorpha, et mentionne comme proche de la précédente, sans pourtant aller jusqu'à la synonymie. En 1960 cependant, Carl Drake & Norman T. Davis synonymisent les deux genres, et comme c'est la règle, le premier nom de genre a la priorité. Toutefois, le nom du taxon de niveau famille reste Vianaidinae (Drake et Davis ont entre-temps, en 1960, revisé le statut et considéré qu'il s'agissait  d'une sous-famille des Tingidae), puisque créé ainsi, même si sa racine Vianaida, devenue un synonyme junior, est devenue invalide. 
Les premières espèces décrites étaient toutes coléoptéroïdes. Puis un fossile d'une espèce submacroptère est découvert en 2000, laissant entendre que ce caractère coléoptéroïde n'était pas systématique. Finalement, à partir de 2006, une, puis plusieurs espèces macroptères existantes ont été découvertes,,. La monophylie des Vianaidinae n'a pas encore été vérifiée. 

### Étymologie
Le nom Vianaidinae est construit à partir du nom de genre Vianaida, aujourd'hui invalide (voir paragraphe Historique). Ce nom de genre a été donné par Kormilev en hommage à l'entomologiste coléoptériste Manuel José Viana, qui l'a trouvé lors de ses prospections.

### Organisation interne
Dans leur analyse, Guidoti et al. (2020) proposent deux clades au sein des Vianaidinae, un premier comprenant Pterovianaida + Thaumamannia, avec respectivement 2 et 4 espèces, et un second avec Henryvianaida + Anommatocoris, et respectivement 2 et 10 espèces, soit un total de 18 espèces (en 2023).

### Fossiles
En 2000, une espèce fossile, dénommée Vianagramma goldmani, a été rencontrée dans l'ambre du New Jersey, en Amérique du Nord, soit plus au nord que la distribution des espèces existantes. Elle est datée du Turonien (au Crétacé supérieur), entre −94 et −90 millions d'années. Elle est attribuée aux Vianaidinae, dont elle présente plusieurs caractéristiques, mais elle est submacroptère, avec un clavus et une petite membrane à l'extrémité des hémélytres qui s'étendent au-delà du bout de l'abdomen, une caractéristique qui, lors de sa découverte, était encore inconnue des Vianaidinae existants alors décrits. Ce n'est que plus tard que des Vianaidinae macroptères ont été décrits, modifiant la représentation qu'on en avait. Un second fossile similaire a été découvert en 2003, dénommé Vianathauma pericarti, mais son attribution aux Vianaidinae a été contestée. 

### Liste des genres
Selon BioLib (2 août 2023), complété à partir de Guidoti et al., 2020 :
- Anommatocoris China, 1945
- Henryvianaida Guidoti, Montemayor, Campos & Guilbert, 2020
- Pterovianaida Montemayor & Carpintero, 2007
- Thaumamannia Drake & Davis, 1960
- †Vianagramma Golub & Popov, 2000
- †Vianathauma Golub & Popov, 2003